# Elattoneura centralis
Elattoneura centralis is een libellensoort uit de familie van de Protoneuridae, onderorde juffers (Zygoptera).
De wetenschappelijke naam van de soort is voor het eerst geldig gepubliceerd in 1860 door Hagen in Selys.